# Millennium Tower (Tokio)

Der Millennium Tower

Der Millennium Tower (japanisch: ミレニアム・タワー; Mireniamu Tawā) ist ein vorgeschlagenes Projekt für den Bau eines Gebäudes in der Bucht von Tokio, Japan.

## Status
Der japanische Konzern Obayashi beauftragte Sir Norman Foster schon vor den 1990er Jahren mit einer Studie zu einem Baukomplex, der isoliert in der Bucht von Tokio im Meer stehen und eine eigenständige Stadt darstellen sollte. 
Viele Jahre arbeitete das Architektenbüro Foster and Partners zusammen mit Obayashi an der Architektur und Konstruktion des Projekts. Schließlich stand das Konzept. Die Kosten des Turms schätzte man auf etwa 10 Milliarden Euro. Nachdem der Bau schon fast beschlossen und die Fertigstellung für 2009 geplant war, wurde das Projekt letztendlich doch auf unbestimmte Zeit verschoben.

## Beschreibung
Dem Entwurf nach soll die 840 Meter hohe vertikale Stadt auf einer künstlichen Insel errichtet werden und das 126 Meter breite Fundament will man in 80 Meter Tiefe im Meeresboden verankern. Auf einer Grundfläche von etwa 12.500 m² sollten nach 10 Jahren Bauzeit bis zu 50.000 Einwohner untergebracht und Arbeitsplätze für 17.000 Menschen geschaffen werden. Die Nutzfläche für Wohnungen, Büros, Einkaufszentren, Restaurants, Kinos, Konzerthallen, Hotels sowie für viele Sportstätten wird, nach Planungen der Architekten, fast 1.000.000 m² betragen. Hätte der Bau wie zuerst geplant stattgefunden, wäre der Turm mit 840 Meter Höhe zu dieser Zeit das höchste Gebäude der Welt.
Der Turm, ein kreiskegelförmiger Körper, ist in sieben Teile aufgeteilt. Die unteren 600 Meter des Gebäudes umfassen 150 Stockwerke. Diese sind in fünf gleich hohe Zonen unterteilt und sollen im oberen Teil Wohnungen und im unteren Teil Büros aufnehmen. Die jeweils 25 Stockwerke umfassenden fünf Blöcke sind durch vier „Stadtzentren“, mit jeweils fünf Stockwerken Höhe, voneinander getrennt. Diese Zentren sind halböffentliche Bereiche mit Terrassen, Hotels, Restaurants, Sportzentren und Geschäften und dienen hauptsächlich der Versorgung der Stadt. Die ersten Geschosse sollen vielfältig ausgestattet sein und den vollkommen öffentlichen Bereich des Turmes bilden. Hier untergebrachte Freizeitstätten sollen auch die Bewohner des Festlandes anlocken. Außerdem sieht der Plan einen kreisförmigen Yachthafen um das Gebäude vor, sodass der gesamte Durchmesser am Boden etwa der Hälfte der Höhe des Millennium Towers entsprechen wird. 
Die Kegelform des Bauwerks wurde aus verschiedenen Gründen gewählt. Zum einen kann man so eine Reduzierung der Windlasten erreichen, die mit steigender Höhe eine immer geringere Windangriffsfläche bietet. Zum anderen ist eine pyramidale Struktur hoher Bauten eine sehr stabile Konstruktion bei Erdbeben.